# Jiří Huber
Jiří Huber (* 11. září 1932 Praha) je český katolický kněz, teolog, profesor dogmatické a morální teologie, emeritní děkan vyšehradské kapituly.

## Život
V roce 1952 maturoval na reálném gymnáziu v Praze. Poté studoval na Římskokatolické Cyrilometodějské bohoslovecké fakultě v Praze, kterou dokončil v roce 1956. Ve stejném roce byl také vysvěcen na kněze. V letech 1963-1967 neměl státní souhlas k výkonu duchovenské činnosti a pracoval jako dělník. V letech 1968-1971 pobýval v zahraničí. 
Po svém návratu v roce 1971 pracoval jako řidič. Do pastorace se vrátil 1. ledna 1972, když nastoupil jako kaplan v Praze 9 u kostela sv. Remigia v Čakovicích a později v Praze 8 u kostela Stětí sv. Jana Křtitele v Dolní Chabrech; příležitostně sloužil i u sv. Václava na Proseku, kde se spřátelil s tehdejším děkanem, ThDr. Gustavem Čejkou. 
Dne 9. července 1976 byl jmenován na Římskokatolické Cyrilometodějské bohoslovecké fakultě v Praze se sídlem v Litoměřicích asistentem, s účinností od 1. října 1976. Byl pověřen výukou latinského jazyka. V roce 1977 získal doktorát teologie po předložení disertační práce s názvem Chardinova kosmologie jako cesta k setkání s nejvyšším jsoucnem, a byl 3. října 1977 promován. 31. srpna 1978 byl jmenován na CMBF odborným asistentem, s účinností od 1. října 1977. Byl pověřen výukou dogmatické teologie. 15. ledna 1980 byl na CMBF jmenován vedoucím katedry speciální dogmatiky a křesťanské mravovědy, s účinností od 1. ledna 1980. Dne 20. června 1980 byl jmenován docentem pro obor dogmatika, s účinností od 1. září 1980. Stalo se tak po předložení spisu Přirozená poznatelnost Božího bytí v pramenech naší víry a v dějinách theologickofilosofického myšlení. 23. března 1983 byl na CMBF jmenován profesorem pro obor dogmatika, s účinností od 1. dubna 1983. Dne 26. září 1988 byl jmenován proděkanem pro roky 1988–1990. Jeho akademické působení na CMBF bylo ukončeno 31. ledna 1990. 
Od 1. května 1987 byl zvolen sídelním kanovníkem vyšehradské kapituly. Od 30. června 1997 do 12. března 2010 byl děkanem téže kapituly na Vyšehradě, poté se stal jejím emeritním děkanem. Do nedávna byl výpomocným duchovním farnosti u kostela sv. Václava v Praze na Proseku. 
Průvodkyní jeho dlouholeté životní pouti je hospodyně Berta Prokopa Chybová. V současné době děkan Jiří Huber bydlí v kapitulním domě na Vyšehradě.